# بلامر لوت
بلامر لوت (بالإنجليزية: Plummer Lott)‏ مواليد 11 ديسمبر 1945، هو لاعب كرة سلة أمريكي معتزل. بدأ مسيرته الاحترافية في سنة 1967. تم اختياره من قبل فريق سياتل سوبرسونيكس خلال الدرافت. حمل الرقم 43. يبلغ طوله 6 قدم 5 بوصة (2.0 م). اعتزل اللعب في 1969.

## روابط خارجية
- بلامر لوت على موقع إن بي أي (الإنجليزية)
- بلامر لوت على موقع سبورتس رفرنس (الإنجليزية)
- بلامر لوت على موقع كلية كرة السلة في سبورتس رفرنس.كوم (الإنجليزية)
- بلامر لوت على موقع ريلجم (الإنجليزية)
- بلامر لوت على موقع بروبوليرز (الإنجليزية)